# I magi randagi
I magi randagi è un film del 1996, scritto e diretto da Sergio Citti.
Il film è stato girato in Molise (Rocchetta a Volturno, Venafro, Sesto Campano), a Sperlonga di Latina (la Torre Truglia) e ad Ostia Lido.

## Trama
Uno spettacolo itinerante di uomini vestiti da mafiosi e nazisti è il singolare spettacolo offerto da tre saltimbanchi. I tre artisti, però, non vengono compresi e sono costretti a fuggire. Trovano posto in un presepe vivente dove interpretano i Magi. Questa volta la loro interpretazione è così ben riuscita che convincono gli abitanti a mettere al mondo nuovi bambini. Una notte, all'improvviso, nel cielo compare una stella cometa e i tre comprendono di avere un compito davvero importante: cercare il nuovo Bambin Gesù.

## L'idea originale
Gran parte del soggetto originale del film proveniva da un'idea del regista, scrittore e poeta Pier Paolo Pasolini. Infatti egli dopo Salò o le 120 giornate di Sodoma (1976) ebbe l'idea di girare un film sulla Natività, intitolato Porno-Teo-Kolossal, ma non ultimò l'opera a causa del suo assassinio. Pasolini pensò anche di mettere Eduardo De Filippo come protagonista, ossia un Re Magio, vecchio e senza più nulla da perdere, che si incammina per assistere alla nascita di Gesù. Tuttavia a causa di una serie di complicate vicissitudini e sfortune, il Re Magio giunge quando Gesù è già dovuto fuggire con la famiglia per le persecuzioni del re Erode. Non trovando ciò che cercava, l'uomo muore di dolore.
Nella bozza di una sceneggiatura intitolata Il cinema Pasolini espose lo schema del film:
I due personaggi sono un Re Mago (uno dei tanti, partiti ad adorare il Messia neonato ecc.), e il suo servo. 
Lo schema della storia è questo: il Re Mago parte per andare nel luogo dov’è nato il Messia, ma per strada gliene capitano tante che quando arriva sul Luogo, non solo il Messia è nato, ma ha trascorso la vita ed è morto, fondando una religione a sua volta finita.

Il Re Mago, arrivato sul Luogo inutilmente, muore.

Il servo burbero e rozzo e incosciente, che ha accompagnato il Re mago, in punto di morte si rivela: egli è un Angelo, e prende per mano il Re Mago per portarlo nel Paradiso che egli si è comunque meritato. Ma il paradiso non c’è. I due si voltano indietro come la figlia di Lot, e restano di sale. (Si voltano indietro verso il mondo della realtà, di cui hanno scoperto i valori cercandone altri.)»
(Pier Paolo Pasolini)

## Riconoscimenti
- 1997 - Nastro d'argento
  - Miglior soggetto originale